# Meg (cantante)
Meg, pseudonimo di Maria Di Donna (Napoli, 20 settembre 1972), è una cantautrice e produttrice discografica italiana.

## Biografia
Nata da padre capitano di coperta (in seguito professore) e madre professoressa, la sua famiglia è di Torre del Greco, città dove trascorre l'infanzia e dove si avvicina alla musica: la musica napoletana, quella italiana anni settanta, il jazz, il samba e la canzone di protesta. Questa mistura musicale, unita allo studio del pianoforte (che studia per dieci anni, a partire da quando ne aveva cinque), avrà influenze sulla sua successiva produzione musicale.
Dopo aver vissuto in Inghilterra negli anni dell'università torna in Italia. Questi sono gli anni delle nuove occupazioni delle facoltà, e proprio durante l'occupazione della Facoltà di Lettere dell'Università degli Studi di Napoli Federico II incontra i 99 Posse e ne entra a far parte.

### 99 Posse
Con i 99 Posse partecipa alla realizzazione di Guai a chi ci tocca (1995) con i Bisca, di Cerco tiempo (disco d'oro nel 1996) e di Corto circuito (oltre 160 000 copie vendute nel 1998) La Vida Que Vendrà (2000).
Sono anche gli anni in cui collabora con Almamegretta, Speaker Cenzou e Mad Professor.
Nel 2001 esce Na 99-10°, l'ultimo disco di inediti della band con Meg in formazione. La band si scioglierà ufficialmente nel 2005 per poi riunirsi nel 2009, ma senza Meg. In un'intervista, la cantante dichiara che non considera chiusa definitivamente l'esperienza e che le dichiarazioni di 'O Zulù, pur essendo certamente rispettabili, erano probabilmente più un sentimento personale che del gruppo.

### Carriera solista e collaborazioni
Nel 2001 Meg, con Marco Messina, dà vita al progetto Nous. Nasce anche l'album La tempesta, disco e colonna sonora dal vivo dello spettacolo teatrale Dentro la tempesta, adattamento del regista Giancarlo Cauteruccio e del suo gruppo Krypton de La tempesta di William Shakespeare. Meg è Ariel, lo spiritello dell'aria imprigionato dalla strega Sycorax e infine liberato dalla magia bianca di Prospero.
Meg è anche sul palco con Marco Messina e il contrabbassista Alessandro Quintavalle per uno spettacolo di commistioni con la musica elettronica.
Crea anche un'etichetta discografica, la Multiformis: una parola tratta dalle Memorie di Adriano di Marguerite Yourcenar: Varius Multiplex Multiformis. Da questo momento le strade di Meg e degli altri membri dei 99 Posse prendono direzioni diverse e sempre più distanti tra loro.
Nel 2003 registra una sua versione del brano di Atahualpa Yupanqui "los hermanos" per i titoli di coda del film "Ora o mai più" regia di Lucio Pellegrini.
L'8 ottobre 2004 esce nei negozi il singolo Simbiosi, prima traccia del debutto solista della cantante. Contiene, oltre alla album version, due remix: uno di Marco Messina, manipolatore elettronico della 99 Posse, l'altro dei Technophonic Chamber Orchestra. Poco dopo esce l'album, intitolato semplicemente Meg. Vengono anche realizzato il videoclip del brano Parole alate (diretto da Umberto Nicoletti).
Lo stesso anno Meg partecipa con il brano Parole alate a GE2001, compilation nata per raccogliere fondi per finanziare la Segreteria Legale del Genoa Social Forum, impegnata nei processi intentati dopo i fatti del luglio 2001 al G8 di Genova.
Meg inoltre partecipa a manifestazioni internazionali con i The Chemical Brothers, i Garbage e Snoop Dogg. Recita nel progetto Tree'r Us, il film prodotto da Spike Lee e girato dal regista napoletano Luca Curto, a cui prendono parte tra gli altri anche Raiz e Caparezza.
Nel 2006 partecipa alla compilation ConGarbo, album tributo a Garbo, realizzando la cover del brano Up the line insieme agli Zu.
All'inizio del 2007 registra il suo secondo disco, la cui produzione viene affidata al produttore e deejay Stefano Fontana aka Stylophonic. Nel frattempo è coautrice del brano Piombo dei Subsonica, presente nel disco L'eclissi.
Il 7 aprile 2008 viene pubblicato il video di Distante, primo singolo estratto dal secondo album di Meg, intitolato Psychodelice (Multiformis/Distribuzione Self) e pubblicato pochi giorni dopo. L'album si classifica al primo posto nella classifica degli album indipendenti. In settembre viene diffuso il video del secondo singolo È troppo facile (regia di Umberto Nicoletti e Francesco Meneghini).
Nell'ottobre dello stesso anno viene premiata a Bologna come "Migliore artista indipendente".
Nel gennaio 2009 si esibisce all'Eurosonic di Groninga (Paesi Bassi) e nella trasmissione televisiva Parla con me (Rai 3). Nel 2009 e 2010 propone un tour con il trio Phone Jones, in cui la musica del concerto è prodotta esclusivamente dagli iPhone.
Nel 2012, collabora con Colapesce pubblicando il singolo Satellite (inserito poi nella versione deluxe di Un meraviglioso declino). Del brano verrà realizzato anche un videoclip, diretto da Francesco Meneghini and Umberto Nicoletti. Collabora anche con gli Analog People In A Digital World in Tattoo Girl.
Il 27 novembre 2012 pubblica il singolo Promemoria insieme ad un videoclip diretto da Umberto Nicoletti.
Nel gennaio-febbraio 2013 intraprende un tour di 8 date chiamato Bipolare Tour con Colapesce, accompagnati da Alessandro Quintavalle e Mario Conte. Sempre nel 2013 collabora con Clementino nella canzone che dà il nome all'album Mea culpa, pubblicato il 28 maggio. Nell'aprile 2013 pubblica il video di Il confine tra me e te (regia di Umberto Nicoletti, guest star Elio Germano). Nel giugno 2013 pubblica su iTunes due EP di remix, uno di Promemoria e l'altro di Il confine tra me e te, a cui partecipano 15 artisti in totale tra cui Iori's Eyes e M+A. Nel mese di ottobre pubblica il video del brano Estate (cover di Bruno Martino), diretto da Davide Tosco.
Nel marzo 2015 pubblica il singolo Imperfezione, che segna il suo ritorno sulle scene e che anticipa l'album chiamato anch'esso Imperfezione, pubblicato il 21 aprile seguente.
Dopo il disco dal vivo Concerto ImPerfetto del 2018, nel 2022 annuncia il ritorno sulle scene con un live al MI AMI Festival di Milano e l'uscita del nuovo singolo Non Ti Nascondere, co-prodotto con Frenetico.

## Discografia

### Da solista

#### Album in studio
- 2004 – Meg
- 2008 – Psychodelice
- 2015 – Imperfezione
- 2022 – Vesuvia

#### Album dal vivo
- 2017 – Concerto imPerfetto

#### Colonne sonore
- 2018 – Corona di spine

#### Singoli
- 2004 – Simbiosi
- 2004 – Parole alate
- 2005 – Senza paura
- 2005 – Audioricordi (Promo)
- 2008 – Distante
- 2008 – È troppo facile
- 2012 – Promemoria
- 2013 – Il confine tra me e te
- 2013 – Estate
- 2015 – Imperfezione
- 2015 – Occhi d'oro
- 2022 – Non ti nascondere
- 2022 – Fortefragile (feat. Frenetik&Orange3)
- 2022 – Arco & Frecce (feat. Altea, Alice, Sano e Specchiopaura)
- 2025 – Maria

#### Collaborazioni
- 1999 – Giù la maschera con Speaker Cenzou
- 2001 – Evviva 'o 'rre" con Pino Daniele (album Medina)
- 2001 – Se stasera sono qui con Roy Paci & Aretuska
- 2002 – La tempesta con Nous
- 2002 – Nessuna certezza con Tiromancino ed Elisa
- 2004 – Senza paura con Elio, Christian Meyer e Faso degli Elio e le Storie Tese
- 2006 – Up the Line con gli Zu
- 2007 – Lucy in the Sky with Diamonds con il progetto B for Bang della pianista francese Katia Labèque
- 2007 – collabora alla scrittura di Piombo dei Subsonica
- 2001 – Dear Prudence e I, me, mine con il progetto B for Bang della pianista francese Katia Labèque
- 2012 – Satellite con Colapesce
- 2012 – Tattoo Girl con gli Analog People in a Digital World
- 2013 – Mea culpa con Clementino
- 2021 – Due ragazze a Roma con Rachele Bastreghi e Chiara Mastroianni
- 2025 – Spacco tutto con Ginevra

### Con i 99 Posse

#### Album in studio
- 1996 – Cerco tiempo
- 1998 – Corto circuito
- 2000 – La vida que vendrà
- 2001 – NA9910º

## Videografia

### Video musicali
| Anno | Titolo                 | Regista/i                              |
| ---- | ---------------------- | -------------------------------------- |
| 2002 | Rose rosse (come Nous) | Dadà Di Donna                          |
| 2004 | Simbiosi               | Riccardo Struchil                      |
| 2004 | Parole alate           | Umberto Nicoletti                      |
| 2005 | Audioricordi           | Libero De Rienzo                       |
| 2008 | Distante               | Marco Bellone                          |
| 2008 | È troppo facile        | Umberto Nicoletti, Francesco Meneghini |
| 2012 | Promemoria             | Umberto Nicoletti                      |
| 2013 | Il confine tra me e te | Umberto Nicoletti                      |
| 2013 | Estate                 | Davide Tosco                           |
| 2015 | Imperfezione           | Tomas "Uolli" Marcuzzi                 |
| 2015 | Occhi d'oro            | Tomas "Uolli" Marcuzzi                 |
| 2018 | Parentesi              | Tomas "Uolli" Marcuzzi                 |
| 2023 | Fortefragile           | Bianca Peruzzi                         |

#### Partecipazioni in video di altri artisti
| Anno | Titolo           | Artista                       | Regista/i                              |
| ---- | ---------------- | ----------------------------- | -------------------------------------- |
| 2003 | Nessuna certezza | Tiromancino feat. Elisa e Meg | Leone Balduzzi                         |
| 2012 | Satellite        | Colapesce feat. Meg           | Francesco Meneghini, Umberto Nicoletti |